# 分別說部
分別說部，部派佛教的部派之一，源於本上座部，與大眾部、犢子部和說一切有部並列為佛教的最初四大派系。在《大毘婆沙論》中據宗義而歸結其下各部派為分別論者。

## 名稱來源
《善見律毘婆沙》記載阿育王時，佛教分裂。在第三次結集前，阿育王問何謂佛法，目犍連子帝須尊者回答：「佛分別說也。」。
斯里蘭卡傳赤銅鍱部自稱分別說部，覺音尊者在《清淨道論》自陳：「我由於分別說部（vibhajjavādi）大寺住者……」。

## 歷史
分別說部的傳承，相傳可上追到優婆離。在七百集結之後，上座部在印度西南阿槃提(Avanti)地方，發展為分別說部。其分化的確定時間，現已無法考據，學者研究稱在阿育王即位時，就已經出現。阿育王進行第三次結集時，以分別說部的目犍連子帝須為上座。隨後僧團派遣摩哂陀尊者，將佛教傳入僧伽羅國形成赤銅鍱部。現存的巴利律藏，據說就是當時傳入。
部派佛教最早期的分化主要是由戒律問題引起，即「律分五部」，在巽伽王朝滅法後佛教復興，最早分立出來的法藏部持《四分律》，此後的化地部持《五分律》而飲光部持《解脫戒經》，它們均歸入分別說部。《巴利律藏》和《五分律》沒有提及阿毘達磨藏，《四分律》提及的阿毘達磨藏對應《舍利弗阿毘曇論》。
根據清辯《異部精釋》與多羅那他《印度佛教史》中，分别说部之後分成四部，化地部、法藏部、迦葉部與銅鍱部。現代南傳上座部佛教即是由赤銅鍱部大寺派演化而來。

## 基本學說
分別說部的學說以《舍利弗阿毘曇論》和化地部的宗義為代表，法藏部和飲光部的教義接近於印度東南的大眾部，說一切有部《大毘婆沙論》自稱“應理論者”，有時總稱這些部派為“分別論者”或“分別論師”。
說一切有部迦多衍尼子《發智論》記載了分別論者在心性、緣起和見道等方面的不同見解，《大毘婆沙論》有詳細的詮釋：
|  | 如世尊說：「心解脫貪瞋癡。」乃至廣說。問：何故作此論？答：為欲分別契經義故，謂契經說：「心解脫貪瞋癡。」契經雖作是說，而不廣分別，何等心解脫：為有貪瞋癡心解脫？為離貪瞋癡心解脫？……復次為止他宗顯正義故，謂或有執：心性本淨，如分別論者，彼說：「心本性清淨，客塵煩惱所染污故，相不清淨。」……有作是說：「貪瞋癡相應心得解脫。」問：誰作是說？答：分別論者，彼說染污、不染污心，其體無異，謂：若相應煩惱未斷，名染污心，若時相應煩惱已斷，名不染心。如銅器等，未除垢時，名有垢器等，若除垢已，名無垢器等，心亦如是。 或復有執：緣起是無為，如分別論者。問：彼因何故作如是執？答：彼因經故，謂契經說：「如來出世，若不出世，法住法性，佛自等覺，為他開示，乃至廣說。」故知緣起是無為法，為止彼宗顯示：緣起是有為法，墮三世故，無無為法墮在三世。 云何世第一法？答：若心心所法，為等無間，入正性離生，是謂世第一法。有作是說：「若五根，為等無間，入正性離生，是謂世第一法。」問：誰作此說？答：是舊阿毘達磨者說。問：彼何故作此說？答：為遮餘部故作是說，不必唯說五根為性，謂分別論者執：「信等五根唯是無漏，一切異生悉不成就。」……問：若執五根體唯無漏，有何過失？答：便違契經。 如分別論者執：世第一法，相續現前；彼說相續總有三種：一、時相續，二、生相續，三、相似相續；世第一法，雖無前二，而有後一。今欲遮遣彼所執義，顯：世第一法，唯一念現前。 他於此世第一法，起多誹謗。……於名起誹謗者，謂或有說：「此名種性地法，不應名世第一法。」 |

提婆設摩《識身論》將沙門目連的如下宗義批判為“誹謗、違越、拒逆世尊所說契經”：
|  | 沙門目連作如是說：過去、未來無，現在、無為有。 沙門目連作如是說：有無所緣心。……彼作是言：無所緣心決定是有，何者是耶？謂緣過去，或緣未來，過去、未來無。 |

《大毘婆沙論》記載有認為“無過去未來”者但未明確稱其為分別論者。《異部宗輪論》記載法藏部以目連（勿伽羅）為祖師，在赤銅鍱部《論事》的覺音註釋中稱“有無所緣心”是北道派的觀點。

《異部宗輪論》記載化地部的宗義：
|  | 其化地部本宗同義，謂：過去、未來是無，現在、無為是有。 於四聖諦一時現觀。…… 定無中有。…… 預流有退，諸阿羅漢定無退者。 |

赤銅鍱部《發趣論》記載了關於有分的理論，在《解脫道論》等著作中有相關解說。

## 學術研究
後世論師經常把“分別說”解釋為佛說教法應區分為真實說或假名說、真諦或俗諦、了義或不了義。印順法師認為，分別說的起源，可能在於將現在、過去、未來三世取分別的看法，與三世平等觀的說一切有部作區別，因此得名。
印順法師認為「大毘婆沙論」所說的分別論者，為分別說部在印度大陸的學派，是指在罽賓區流行的化地、法藏、飲光部，尤以化地部為主流，說一切有部視為論敵的犢子部有時也被這樣稱呼。後期的大乘論才注意到赤銅鍱部，而指稱其為分別說部。

## 部派表
- 分別說部
  - 赤銅鍱部 又作銅鍱部，傳至錫蘭。因錫蘭古稱銅鍱洲，或赤銅鍱，故得名。
    - 大寺派(即今錫蘭南傳上座部佛教)。以巴利語三藏為其主要特徵，又被稱為巴利文佛教。現今南傳上座部佛教皆以此部為根源
    - 無畏山派。
      - 祗陀林派。

  - 化地部。
  - 法藏部。
  - 飲光部(又作迦葉部)。